# Kronjuwelen (Film)
Kronjuwelen (Alternativtitel: Ging es nur um eine Frau?) ist ein deutsches Kriminalfilmdrama aus dem Jahre 1950 des Tschechen Franz Cap mit Sybille Schmitz, Hans Nielsen und dem Hollywood-Heimkehrer Kurt Kreuger in den Hauptrollen.

## Handlung
Irgendwo in einem europäischen Phantasiestaat. Der Juwelier Willroy erhält von seiner Regierung den Auftrag, die Kronjuwelen des Landes gut zu verstecken, da soeben fremde Truppen das Land besetzt haben und nach dem Schatz fahnden. Da ihm im Moment keine bessere Idee einfällt, versteckt er sie in einem verlassen Atelier eines Bildhauers. Von nun an glaubt er die Juwelen in einer weiblichen Büste, die als Abbild einer Baronin angefertigt worden war, sicher. Doch jene vornehme Dame nimmt die Büste an sich und damit auch den Kronschatz des Landes. 
Jene Dame, Eva Skeravenen, hat ein leichtes Spiel mit dem Juwelier und betört ihn derart, dass er sich in die verliebt und infolgedessen mit einer Bande von Diamantenschmugglern kollaboriert. Erst spät erkennt Willroy, dass die Baronin mit ihm nur gespielt und für ihre Zwecke benutzt hat. Seine Liebe hat sie nie erwidert. Als die legitimierte Regierung wieder im Amt ist und die Besatzer abziehen, nimmt der Juwelier die Kronjuwelen wieder an sich und gibt sie seinem Land zurück. Er hilft bei der Verhaftung der Diamantenschmuggler durch die Polizei. Obwohl offiziell rehabilitiert, bringt sich Willroy, aller Hoffnung beraubt und sein (Liebes-)Leben in Scherben liegen sehend, schließlich selber um.

## Produktionsnotizen
Kronjuwelen entstand im Studio von München-Geiselgasteig und am Bodensee. Die Uraufführung erfolgte am 8. Dezember 1950 in Düsseldorf, die Berliner Premiere war am 25. März 1952.
Ludwig Spitaler, dessen erste Nachkriegsproduktion dies war, übernahm die Produktionsleitung. Hanns H. Kuhnert entwarf die Filmbauten. 
Marina von Ditmar trat hier nach dem Zweiten Weltkrieg das erste Mal wieder vor eine Filmkamera; es wurde ihre vorletzte Kinorolle.

## Kritik
Im Lexikon des Internationalen Films heißt es: „Kriminalfilm aus der Nachkriegszeit, der seine wenig originelle Story in einem von Eroberern in SS-ähnlichen Uniformen besetzten Fantasiestaat spielen läßt.“